# Мердокове мистерије
Мердокове мистерије (енгл. Murdoch Mysteries) канадска је драмска телевизијска серија с одликама мистерије, комедије и научне фантастике чије је приказивање почело 20. јануара 2008. Темељи се на романима Детектив Мердок Морина Џенингса. Радња је смјештена у Торонту крајем 19. и почетком 20. вијека. У средишту дешавања је Вилијам Мердок (Јаник Бисон), детектив Четврте полицијске станице, који рјешава злочине користећи се научним методама и проналасцима који су веома напредни за то вријеме (попут отисака прстију). У рјешавању случајева помажу му полицајац Џорџ Кребтри (Џони Харис), градски патолог докторка Џулија Огден (Хелен Џој) и инспектор Томас Бракенрид (Томас Крејг). Морина Џенингс је лик детектива Мердока засновала на стварној личности детектива из Торонта Џона Вилсона Мареја (1840-1906), док је 1894. шеф Четврте полицијске станице био инспектор Томас Бракенрид (1847-1919) који је рођен у Ирској. Творци серије су Р. Б. Карни, Кал Кунс и Александра Заровни, а производи и развија је Shaftebury Films у сарадњи са CityTV, ITV Studios Global Entertainment и UKTV уз помоћ Канадског пореског кредита за филмску или видео продукцију, Пореског кредита за филм и телевизију Онтарио и Канадског телевизијског фонда. Садржи препознатљиву тематску музику Роберта Карлија.
Серији су претходила три телевизијска филма (Осим умирања, Јадном Тому је хладно, Под змајевим репом) који су се приказивали на канадском каналу  од 2004. до 2005. За разлику од серије глумачка постава је потпуно другачија. У филму су глумили: Питер Аутербриџ као Мердок, Кили Хоз као докторка Огден, Метју Макфадзин као полицајац Кребтри и Колм Мини као инспектор Бракенрид.
Мердокове мистерије су на Citytv емитоване пет сезона прије него што су отказане. Серију је тад преузео CBC, који је емитује од шесте сезоне. У Уједињеном Краљевству серија је приказивана на ТВ каналу Alibi у копродукцији с Alibi-јевом матичном компанијом UKTV. Приказивана је и у САД на Ovation под називом Умешни детектив (The Artful Detective), али јој је од 12. сезоне враћен првобитни назив. Премијера 14. сезоне у САД почела је 20. фебруара 2021. на Ovation-у. У Србији и Црној Гори се серија приказује на каналу  под називом Детектив Мердок и на каналу  под називом Мердокове мистерије. Серија се приказује у 110 земаља свијета.

## Синопсис
Радња се одвија у Торонту од 1895. године и прати детектива Вилијама Мердока (Јаник Бисон), из полиције Торонта, који рјешава злочине користећи научне методе и проналаске који су далеко напредни за његово вријеме. Ове методе укључују узимање отисака прстију (у серији их називају "трагови прстију"), тестирање крви, надзор и тумачењем трагова., али и ултраљубичастог свјетла. Ипак Мердоково главно оружје је његов мозак. 
Неке епизоде приказују анахронистичку технологију при чему Мердок понекад користи постојећу технологију свог времена за импровизацију и прављење прототипа направа које су публици препознатљиве у 21. вијеку. Тако, на примјер, у једној епизоди прави примитивну верзију сонара да би лоцирао потопљени брод у језеру Онтарио. У другој епизоди Мердоку је, да би се утврдио идентитет осумњиченог, потребно да добије фотографију из Енглеске. Мердок тражи да свака боја у сваком квадрату буде замјењена одређеним нумеричким кодом. Када је тако фотографија послана телеграфом добили смо претечу телефакса. Ова серија уводи елементе стимпанка (жанр научне фантастике који се темељи на викторијанском добу) иако он није тема свих епизода.
Детективу Мердоку помажу још три главна лика: инспектор Томас Бракенрид (Томас Крејг), градски патолог доктор Џулија Огден (Хелен Џој) непоколебљива савезница која са Мердоком дијели фасцинацију форензиком и неискусни, али знатижељни полицајац Џорџ Кребтри (Џони Харис), који тежи да буде писац мистериозних романа. Ови драгоцјени савезници помажу Мердоку да рјеши различите злочине и креће се кроз бројне слојеве викторијанског друштва. Бракенрид, Мердоков непосредни надређени, је оштар и скептичан јоркширац који воли виски и преферира конвенционалне методе детекције над Мердоковим ексцентричним методама, али је увијек задовољан и поносан на Мердоков успјех успркос слабим шансама на почетку сваког случаја. Током читавог серијала Мердокова заљубљеност у др Огден расте, али његова неспособност да изрази своја осећања према њој доприносе лаганим подзаплетима. У петој сезони, након што се др Огден уда за др Дарсија Гарланда (колегу којег је упознала у Буфалу), долази нови љекар др Емили Грејс (Џорџина Рајли). Она и Џорџ Кребтри показују романтично интересовање једно за друго и зближавају се.
Стварна историјска дешавања и личности су важан елеменат у већини епизода. Па тако заплети, иако измишљени, понекад укључују стварне људе, као што су: Буфало Бил, Ени Оукли, Херберт Џорџ Велс, Никола Тесла, Вилфрид Лори, Џек Лондон, Артур Конан Дојл, краљицу Викторију, Теодор Рузвелт, Оливер Моват, Орвила и Вилбура Рајт, Чарли Чаплин, Хенри Форд, Винстон Черчил, Бат Мастерсон, Александер Грејам Бел, Ема Голдман, Марк Твен, Хауард Лавкрафт, Хари Худини, Томас Алва Едисон, Хелен Келер...   
Догађаји из будућности се често предосјећају. На примјер, подразумијева се да је америчко-британска тајна сарадња резултовала производњом високо напредног авиона који је сличан ваздушном броду, Кребтри и Мердок алудирају на изградњу тајног владиног објекта у Невади и Новом Мексику на "Концесији 51" (алузија на Област 51). Ликови користе стварне изуме из 19. вијека и надограђују их и стварају будуће изуме попут микроталасне пећи, наочара за ноћно осматрање, рачунар, игре "Клуедо" и "Вјешала" и пригушивач за малокалибарско оружје. 
Такође једна од јако важних тема за серију је чињеница да је Мердок римокатолик у тада већински протестантском граду и да се због тога суочава са бројним предрасудама и проблемима. Други подзаплети у серији додирује се и других тема попут покрета за право гласа жена у Канади (који се одвијао у вријеме у којем се дешава и радња серије), расизам, дискриминација према националним мањинама и слично у Торонту.

## Историјат
Серији су претходила три телевизијска филма (Осим умирања, Јадном Тому је хладно, Под змајевим репом) који су се приказивали на канадском каналу  од 2004. до 2005. За разлику од серије глумачка постава је потпуно другачија. У филму су глумили: Питер Аутербриџ.  као Мердок, Кили Хоз као доктор Огден, Метју Макфадзин као полицајац Кребтри и Колм Мини као инспектор Бракенрид.
У то вријеме првобитни наслов серије је гласио Убиство 19В: Мистерије детектива Мердока (Murder 19C: The Detective Murdoch Mysteries). Недуго потом започеле су припреме за серију која би имала тринаест епизода заснованих на романима Морин Џенингс. Међутим поставило се питање доступности Питера Аутербриџа, јер је он тада глумио у другој серији "Регенеза"  Наредне године, 2007. најављено је да ће Јаник Бисон бити главни глумац у у серији која је данас позната као Мердокове мистерије. Премијера серије била је на CityTV 20. јануара 2008. Серија је наишла на добар пријем како код публике тако и код критике; у љето исте године Канадска академија за канадске кинематографију и телевизију номиновала је серију за 14 награда "Близанци". Критика је била изненађена што се Бисон није нашао међу номинованим, али и што су од номинованих 14 награда освојене само двије. 
CityTV је другу сезону Мердокових мистерија наручио у априлу 2008, а трећу сезону у јуну 2009.  Прва и друга сезона снимане су у објекту Торонто филм студија на Источној авенији у Торонту. Након што је објекат затворен крајм 2008. трећа сезона се снимала на другом мјесту у Торонту, у близини метроа Киплинг. Прва, друга и трећа сезона снимања укључивали су заједницу Галт у Кембриџу, Онтарио. Тротоари и прилази били су прекривени земљом, а у првој сезони Доби Мејнсон је коришћена око недељу дана за потребе снимања у затвореном простору. Прва епизода треће сезоне дјеломично је снимана у Бристолу, Енглеска, а до тада је серија снимана искључиво у Канади.  Додатно снимање одвијало се у Онтарију, на водопадима Балс и на националном историјском мјесту Гленмур
Shaftesbury Films је априла 2010. објавио да су CityTV и Alibi наручили четврту сезону серије и да би продукција серије требала почети у току године. У августу исте године, Shaftesbury Films је објавио да је почело снимање четврте сезоне и да је планирано да се настави до новембра 2010. године на локацијама у Торонту и Хамлитону. Канадски премијер Стивен Харпер и његова ћерка посјетили су сет Мердокове мистерије 15. октобра 2010. У склопу посјете премијер је имао малу камео улогу играјући полицајца који није препознао Вилфрида Лорија, тадашњег премијера Канаде. Ова епизода емитована је крајем јула 2011.
Снимање пете сезоне почело је у јулу 2011. и обухватало је посјету Досону у Јукону. Rogers media су, 27. септембра 2011. најавили да неће наставити серију након пете сезоне. Убрзо је, 15. новембра 2007. објављено да је CBC Television преузела серију и да ће емитовати шесту сезону Мердокових мистерија. Снимање шесте сезоне одржано је између 22. маја и 28. септембра 2012. Продукција шесте сезоне почела је у априлу 2012. како би била спремна премијеру у септембру 2012, али је касније премијера шесте сезоне помјерена за јануар 2013. Премијера шесте сезоне била је 7. јануара 2013.
CBC Television је 2. априла 2013. је најавила седму сезону Мердокових мистерија и нових 18 епизода умјесто уобичајених 13 епизода. Седма сезона имала је премијеру 30. септембра 2013. Осму сезону Мердокових мистерија CBC Television најавила је 4. априла 2014, а девету сезону Мердокових мистерија CBC Television најавила је 4. марта 2015. Ово је до сада остао један од најбоље оцјењених програма CBC Television, који је редовно пратило више од 1,4 милиона гледалаца.
CBC Television је 31. марта 2016. најавила десету сезону Мердокових мистерија, десет дана након што је окончана девета сезона.
Једанаесту сезону Мердокових мистерија, која се састоји од 18 епизода и трећег двочасовног божићног специјала, CBC Television је најавила 13. марта 2016.
Нових 18 епизода у оквиру дванаесте сезоне најављено је 11. марта 2018. За разлику од претходне три сезоне (9, 10, и 11), дванаеста сезона Мердокових мистерија није укључивала божићни специјал, умјесто тога направљена је епизода за Ноћ вјештица. Ову сезону је на CBC Television, у периоду од 24. септембра 2018. до 4. марта 2019. у просјеку гледало 1.1 милион гледалаца у Канади. "Овејшн" је дванаесту сезону за гледаоце у САД 20. априла 2019, први пут под оригиналним именом Мердокове мистерије Тринаесту сезону Мердокових мистерија са нових 18 епизода CBC Television је најавила 25. марта 2019. Премијера ове сезоне била је 16. септембра 2019. Приказивање у САД започело је 25. децембра 2019. на Acron TV Четрнаеста сезона серије Мердокове мистерије најављена је 12. маја 2020. Због проблема изазваних пандемијом ковида 19 ова сезона има 11 епизода. Ovation је, у САД, 14. сезону емитовао 20. фебруара 2021., а Acron TV, 2. априла 2021.
CBC Television је, 2. јуна 2021. званично најавила 15. сезону Мердокових мистерија, која се састоји од 24 епизоде. Премијерно ће бити приказане на CBC Television 13. септембра 2021. Ова сезона ће имати посебне епизоде за Ноћ вјештица и Божић. Продукцију серије радио је Shaftebury Films у сарадњи са CBC Television, TV Shaftebury Films и UKTV. Снимање је почело у мају 2021. Серија је снимана на локацијама у спомен парку Вудлон, Гвелфу, Кингстону и Питербору. Због пандемије ковида 19 снимање је вршено уз све мјере предострожности, а на самом сетовима вршено је тестирање и по неколико пута дневно. 

## Преглед серије
| Сезона | Сезона | Епизоде | Епизоде | Оригинално емитовање | Оригинално емитовање | Оригинално емитовање |
| Сезона | Сезона | Епизоде | Епизоде | Премијера            | Финале               | Мрежа                |
| ------ | ------ | ------- | ------- | -------------------- | -------------------- | -------------------- |
|        | 0S.    | 3       | 3       | 13. мај 2004.        | 8. септембар 2005.   |                      |
|        | 1.     | 13      | 13      | 20. јануар 2008.     | 13. април 2008.      |                      |
|        | 2.     | 13      | 13      | 10. фебруар 2009.    | 27. мај 2009.        |                      |
|        | 3.     | 13      | 13      | 14. март 2010.       | 13. јун 2010.        |                      |
|        | 4.     | 13      | 13      | 7. јун 2011.         | 31. август 2011.     |                      |
|        | 5.     | 13      | 13      | 6. јун 2012.         | 28. август 2012.     |                      |
|        | 6.     | 13      | 13      | 7. јануар 2013.      | 15. април 2013.      |                      |
|        | 7.     | 18      | 18      | 30. септембар 2013.  | 7. април 2014.       |                      |
|        | 8.     | 18      | 18      | 6. октобар 2014.     | 30. март 2015.       |                      |
|        | 9.     | 18      | 18      | 5. октобар 2015.     | 21. март 2016.       |                      |
|        | 10.    | 19      | 19      | 10. октобар 2016.    | 20. март 2017.       |                      |
|        | 11.    | 19      | 19      | 25. септембар 2017.  | 19. март 2018.       |                      |
|        | 12.    | 18      | 18      | 24. септембар 2018.  | 4. март 2019.        |                      |
|        | 13.    | 18      | 18      | 16. септембар 2019.  | 2. март 2020.        |                      |
|        | 14.    | 11      | 11      | 4. јануар 2021.      | 15. март 2021.       |                      |
|        | 15.    | 24      | 24      | 13. септембар 2021.  | 11. април 2022.      |                      |
|        | 16.    | 24      | 24      | 12. септембар 2022.  | 10. април 2023.      |                      |
|        | 17.    | 24      | 24      | 2. октобар 2023.     | 8. април 2024.       |                      |
|        | 18.    | 22      | 22      | 30. септембар 2024.  | април 2025.}         |                      |

## Гостујуће звијезде
Мердокове мистерије су познате по гостујућим улогама познатих глумаца или других јавних личности. Познати примјери су улога Стивена Харпера, бившег премијера Канаде у малој улози полицијског службеника; Вилијама Шатнера као писца Марк Твена; специјална божићна епизода укључивала је наступе Еда Аснера, Брендана Којла, Кели Роуан и познатог водитеља ТВ вијести Питера Менсбриџа Дејвид Онли, тадашњи Гувернер Онтарија, имао је камео улогу у шестој сезони глумећи осмог гувернера Онтарија Оливера Мовата. и у двије различите епизоде су се као глумци појавили бивши инвеститори серије Змајева јазбина (Dragons' Den) Арлин Дикинсон и Дејвид Чилтон. Дикинсон је глумила богатог магната по имену мис Дикинсон, а Чилтон лика по имену господин Чилтон (познат и као "Богати бријач").
Мердокове мистерије  су 2013. године приказали су измишљени кросовер са другом криминалистичком драмом "Република Дојл" која се такође приказује на CBC Television. Временска разлика између тема ових серија је више од 100 година. Прво се 25. новембра 2013. Алан Хоко појавио у епизоди "Република Мердок" у улози Џејкоба Дојла, претка његовог лика Џејка Дојла из 19. вијека којег глуми у серији "Република Дојл". Потом се Јаник Бисон појавио 29. јануара 2014. у епизоди серије "Република Дојл" глумећи детектива Била Мердока, потомка детектива Вилијама Мердока у 21. вијеку. Крај ове епизоде упућује на претходну епизоду. 
Колин Мохри се 2017. појавио у серији глумећи хотелског детектива, након што се нашалио на Твитеру да је једини канадски глумац који никада није гостовао у Мердоковим мистеријама.

## Вебизоде
Осим редовне серије, у оквиру Мердокових мистерија настало је и неколико краткотрајних веб серија. Мердокове мистерије: Проклетство изгубљених фараона дебитовала је 2011. на citytv.com. Серија је мијешала анимацију и живу акцију да би приказала причу у којој Кребтри, др Оден и инспектор Бракенрид буду приморани да се боре са мумијама које покушавају да убију краљицу Викторију.  Тема ове вебсерије је интегрисана у редовну серију, у оквиру главног заплета серије, јер Кребтри као славољубиви писац проводи већи дио сезоне радећи на рукопису свог фантастичног романа "Проклетство изгубљених фараона". Ова веб серија добила је номинације за најбољи дигитални програм: за фикцију на Еми наградама 2012; пројекат за више платформи, за фикцију на Свјетском медијском фестивалу Банф 2012. и пројекат за више платформи, за фикцију на 1. Канадској филмској награди.
Мердоков ефекат, веб серија за сезону 2012. говорила је о заплетима насталим услијед путовања кроз вријеме. Наиме, Вилијам Мердок се изненада нашао у 21. вијеку и мора да ријеши случај са језивим паралелама на случај који је истраживао у времену из кога долази.
Кошмар у Краљичиној улици, веб серија из 2013. приказује интерактивну причу у којој је гледалац позван да рјеши случај тако што ће пратити трагове из сваке вебизоде. Ова серија је такође освојила номинацију за најбољи пројекат за више платформи, за фикцију на 2. Канадској филмској награди.